# 이탈리아의 형제들 (정당)

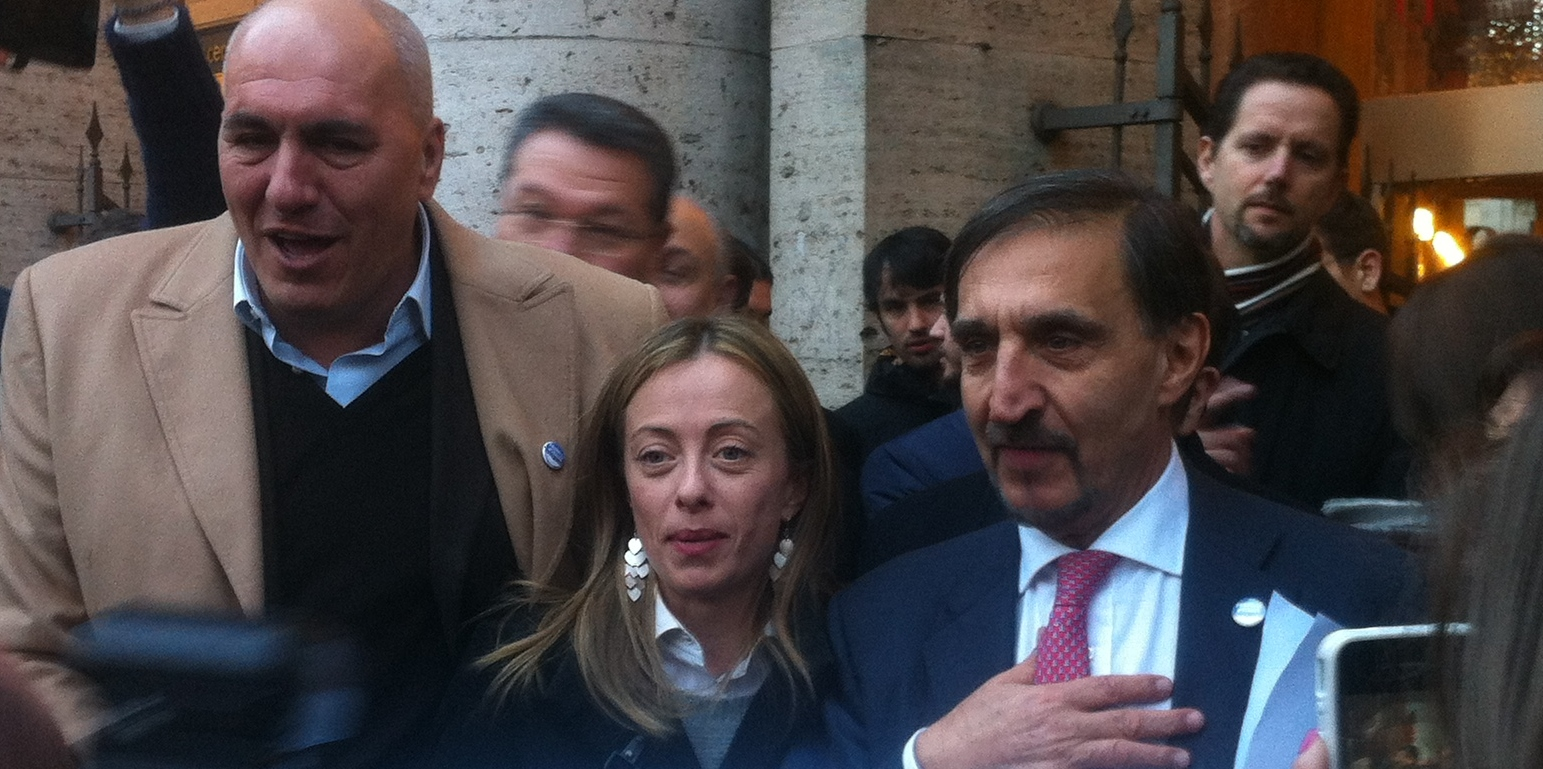
2021년 12월, 구이도 크로세토. 조르자 멜로니, 이냐치오 라 루사(좌우 순으로)가 '이탈리아의 형제들' 상징물을 공개하고있다.

이탈리아의 형제들(이탈리아어: Fratelli d'Italia 프라텔리 디탈리아[*])은 이탈리아의 극우 정당으로, 당수는 현직 총리인 조르자 멜로니이다.
현재는 극우 성향의 북부동맹, 중도우파 성향의 전진 이탈리아와 함께 보수 대연합을 구성 중이다. 민주당을 중심으로 하는 중도좌파 성향의 야권연합이 사실상 와해되면서 이탈리아의 형제들이 주도하는 극우 성향의 우파동맹이 상하원 의석의 3분의 2를 차지할 가능성이 있다는 전망까지 나오고 있다. 보수 연합이 의석수의 과반을 차지할시 이탈리아의 형제들의 대표인 45세의 조르자 멜로니가 이탈리아 최초의 여성 총리가 될 수 있다고 예측되었다. 영국의 가디언은 멜로니가 총리가 된다면 독재자이던 무솔리니 이후 처음으로 이탈리아에서 극우의 흐름을 잇는 지도자가 총리가 된다고 전했다. 조르자 멜로니가 집권을 하게 되면서 2차 세계대전 이후로 첫번째 여당이자 극우 정당이 된다.

## 역사
이 정당의 시작은 우익 정당인 국가동맹의 보수파로서 국민보수주의 성향을 보인 "Destra Protagonista"(주동 우파)라는 파벌에서 시작되었다. 국가동맹이 분열과 통합을 거치며 당의 주류가 중도우파 정당인 자유민중으로 이동하였고 그때 같이 이동하였다. 자유민중 소속으로 치른 2013년 이탈리아 총선에서 파벌은 9석의 의석을 확보하여 어느 정도의 영향력을 나타냈다. 자유민중 내부에서도 강경 보수파의 역할을 수행하였고 그러던 중에 과도한 파벌 활동, 지지율 하락 등으로 당내 분열이 심화되자 보수 파벌을 이끌고 빠져나와 이탈리아의 형제들을 설립하였다.
원래는 지지율이 높지 않은 군소정당이었지만 경제위기, 난민 문제 등 사회 혼란이 발생하자 오성운동, 동맹등의 좌우 극단주의, 반체제 정당들의 지지율이 급격하게 상승하였고 이때 이탈리아의 형제들도 지지율을 많이 끌어올렸다. 2018년 이탈리아 총선에서 보수 정당들의 연합체인 중도우파 연합 소속으로 출마하여 2013년에 얻었던 의석의 3배를 얻어 의석수를 크게 늘렸다.
2021년부터 이탈리아의 형제들을 제외한 대부분의 당이 마리오 드라기 총리의 거국 내각에 참여하고 있었으나 2022년 9월 친유럽 정책에 불만을 품은 오성운동이 이탈하면서 드라기가 사임하고 조기 총선이 치러졌다. 이때 정치혼란과 야권연합의 분열로 이탈리아의 형제들이 지지율 1위를 기록하여 승리, 조르자 멜로니가 총리로 집권하게 되었다.

## 성향
전체적으로 볼때는 강성한 사회보수주의, 국민보수주의적 성향을 보이며, 일각에서 네오 파시즘과의 연관성도 지적된다. 워싱턴 포스트에서는 2차 세계 대전 이후 처음으로 이탈리아에 파시스트 성향의 정당이 집권할 가능성이 있다고 보도했다. 정당 내부에는 극우파인 네오 파시즘 성향의 분파와 소수의 온건한 자유보수주의 성향의 분파가 모두 존재하며, 비슷한 정당 중 독일을 위한 대안보다는 다소 온건하다. 프랑스의 국민전선과 유사하게 최근 주류 정치에 편입되기 위해 극단주의 이미지를 버리고자 시도하고 있다.
유럽 연합의 연방화에 반대하는 연성 유럽회의주의 성향으로 여겨지나 많은 극우 정당과 달리 미국과 NATO의 대서양주의에는 다소 우호적이다. 본래 러시아와의 관계 개선을 중시하던 온건 친러 성향으로 2022년 러시아의 우크라이나 침공 이전까지도 러시아에 우호적이었으나 이후 입장을 바꾸어 침공을 비난하고 우크라이나를 지원하기 시작했다.
이외에 내셔널리즘, 반공주의, 경제적 자유주의 등의 성향으로 묘사된다.

## 역대 선거 결과

### 이탈리아 총선
| 이탈리아 하원 |                |        |          |      |               |
| 년도          | 득표수         | 득표율 | 의석 수  | +/–  | 대표          |
| 2013년        | 666,035 (#8)   | 2.0    | 9 / 630  | 보합 | 조르자 멜로니 |
| 2018년        | 1,426,564 (#5) | 4.4    | 32 / 630 | 23   | 조르자 멜로니 |

| 이탈리아 상원 |                |        |          |      |               |
| 년도          | 득표수         | 득표율 | 의석 수  | +/–  | 대표          |
| 2013년        | 590,083 (#7)   | 1.9    | 0 / 315  | 보합 | 조르자 멜로니 |
| 2018년        | 1,286,122 (#5) | 4.3    | 18 / 315 | 18   | 조르자 멜로니 |

### 이탈리아 유럽의회 선거
| 년도   | 득표수         | 득표율 | 의석 수 | +/–  | 대표          |
| ------ | -------------- | ------ | ------- | ---- | ------------- |
| 2014년 | 1,004,037 (#7) | 3.7    | 0 / 73  | 보합 | 조르자 멜로니 |
| 2019년 | 1,726,189 (#5) | 6.4    | 6 / 76  | 6    | 조르자 멜로니 |

### 지방의회 선거
| 지역            | 년도   | 득표수       | 득표율 | 의석 수 | +/–  |
| --------------- | ------ | ------------ | ------ | ------- | ---- |
| 발레다오스타 주 | 2018년 | 1,862 (#10)  | 2.92   | 0 / 35  | 보합 |
| 피에몬테 주     | 2019년 | 105,410 (#5) | 5.49   | 2 / 51  | 1    |
| 롬바르디아 주   | 2018년 | 190,804 (#9) | 3.64   | 3 / 80  | 1    |

## 같이 보기
- 이탈리아의 정당